# Rubus randolphiorum
Rubus randolphiorum är en rosväxtart som beskrevs av Liberty Hyde Bailey. Rubus randolphiorum ingår i släktet rubusar, och familjen rosväxter. Inga underarter finns listade i Catalogue of Life.